# Armando Dippet
Armando Dippet bivši je ravnatelj Hogwartsa za vrijeme mladog Voldemorta, Toma Riddlea koji je u to vrijeme otvorio Odaju tajni i usmrtio Myrtle. 
Dippet je tada zabranio Riddleu ostanak u školi za vrijeme praznika. To je, iz dnevnika Toma Riddlea, saznao Harry Potter. Dippet je prestao biti ravnatelj 1955. Ne zna se je li živ ili mrtav. Dippet je tada postao jedan od portreta ravnatelja i mogao razgovarati s ostalim ravnateljima i trenutačnim ravnateljem. Naslijedio ga je Albus Dumbledore, učitelj Preobrazbe.
U knjizi Harry Potter i Princ miješane krvi saznajemo da je Tom Riddle konkurirao za mjesto predavača Obrane od mračnih sila, odmah nakon završenog školovanja. U to je vrijeme Armando Dippet još uvijek bio ravnatelj i on ga je odbio uz objašnjenje da je još premlad za taj posao i da bi se trebao javiti za nekoliko godina, a na tu je njegovu odluku veliki utjecaj imao Albus Dumbledore. 